# Melanozosteria obscura
Melanozosteria obscura är en kackerlacksart som först beskrevs av Johann Gottlieb Otto Tepper 1893.  Melanozosteria obscura ingår i släktet Melanozosteria och familjen storkackerlackor. Inga underarter finns listade i Catalogue of Life.